# خلیج لاینز
خلیج لاینز (به انگلیسی: Lions Bay) یا خلیج شیرها یک منطقه کوچک مسکونی در بریتیش کلمبیای کانادا واقع شده‌است و بخشی از مترو ونکوور محسوب می‌شود.
خلیج لاینز در شمال شهر ونکوور بین هورشوبه بی و اسکوامیش در بزرگراه ۹۹ کانادا معروف به سی-تو-اسکای یا دریا به آسمان پس از شیب تند شرقی سواحل هاو ساند فرار دارد.

## خصوصیات
خلیج لاینز ۲٫۵۳ کیلومترمربع مساحت و ۱٬۳۱۸ نفر جمعیت دارد.
خلیج لاینز از جنوب تا مرکز شهر ونکوور و از شمال تا اسکوامیش ۳۰ دقیقه فاصله از طریق رانندگی دارد.